# Ken Rosewall
Kenneth Robert Rosewall AM, MBE (sinh ngày 2 tháng 11 năm 1934) là một cựu tay vợt chuyên nghiệp và nghiệp dư hàng đầu thế giới đến từ Úc. Anh đã giành được kỷ lục 23 giải quần vợt lớn, bao gồm 8 danh hiệu đơn Grand Slam và trước kỷ nguyên mở rộng kỷ lục 15 danh hiệu Pro Slam; tổng thể, ông có kỷ lục tham gia 35 trận chung kết. Ông đã giành được Pro Grand Slam vào năm 1963. Rosewall giành được 9 Slam đánh đôi trong hai lần với cú đúp Grand Slam sự nghiệp đánh đôi. Ông được coi là một trong những tay vợt vĩ đại nhất mọi thời đại. Rosewall có một cú đánh trái tay nổi tiếng và có một sự nghiệp lâu dài ở cấp độ cao nhất từ đầu những năm 1950 đến đầu những năm 1970. Rosewall là một trong hai tay vợt nam hay nhất trong khoảng chín năm và là tay vợt số 1 thế giới trong một số năm đầu những năm 1960. Ông được xếp hạng trong số 20 tay vợt hàng đầu, nghiệp dư hoặc chuyên nghiệp, liên tiếp từ năm 1952 đến năm 1977. Rosewall là tay vợt duy nhất đã đồng thời nắm giữ các danh hiệu Pro Grand Slam trên ba bề mặt khác nhau (1962 191963). Tại giải Úc mở rộng năm 1971, ông đã trở thành tay vợt nam đầu tiên trong kỷ nguyên mở để giành chiến thắng một giải đấu Grand Slam mà không thua một set nào. Rosewall giành được các giải vô địch thế giới chuyên nghiệp vào năm 1963, 1964 và các danh hiệu WCT trong năm 1971 và 1972.
Là người thuận tay trái tự nhiên, Rosewall được cha dạy chơi thuận tay phải. Ông đã phát triển một cú đánh trái tay mạnh mẽ và hiệu quả nhưng chỉ có một cú giao bóng chính xác nhưng tương đối mềm mại. Rosewall cao 1,70 m (5 ft 7 in), nặng 67 kg (148 lb) và được các đồng nghiệp đặt biệt danh là "Cơ bắp" vì ông thiếu chúng. Tuy nhiên, Rosewall rất nhanh nhẹn và không mệt mỏi, với một cú vô lê chết người. Cú đánh trái tay cắt bóng của ông là cú đánh mạnh nhất, và cùng với cú đánh trái tay rất khác của cựu cầu thủ Don Budge, nói chung được coi là một trong những cú đánh tốt nhất từng thấy.
Là cha của hai con và ông của năm đứa cháu, Rosewall hiện sống ở vùng bắc Sydney.